# Hongsi, Guizhou
Hongsi (kinesiska: 红丝, 红丝乡) är en sockenhuvudort i Kina. Den ligger i provinsen Guizhou, i den sydvästra delen av landet, omkring 270 kilometer nordost om provinshuvudstaden Guiyang. Antalet invånare är 9 660. Befolkningen består av 4 755 kvinnor och 4 905 män. Barn under 15 år utgör 31 %, vuxna 15-64 år 58 %, och äldre över 65 år 9,0 %.